# 山本安曇
山本 安曇（やまもと あずみ、1885年 - 1945年3月4日）は日本の鋳金美術家、本名は山本 菊一。

## 生涯
長野県南安曇郡有明村（現・安曇野市）に生まれる。旧制京北中学卒業後、郷里の小学校で教鞭をとり、研成義塾で井口喜源治の薫陶を受け、明治40年（1907年）東京美術学校（現東京藝術大学）鋳金科に入学。成績優秀で香取秀真の信望を受け、また在学中から同郷の荻原守衛（碌山）と親交を深め、その作品の鋳造に着手する。同45年（1912年）卒業。大正2年（1913年）青壺会、同7年（1918年）金人会、同13年（1924年）光爐会、同14年（1925年）工芸済々会などの結成に参加した。
昭和2年（1927年）第8回帝国美術院展（帝展）に出品した「三光（朧銀燭台）」で初入選し、同7年（1932年）帝展に「盤（果物盛器）」を出品し、審査員となる。同11年（1936年）改組後の第1回帝展に出品した「三蔵法師」が文部省の指定買上げとなり、文部省美術展覧会鑑査展に委員を委嘱されるなど、精力的に活動したが、同20年（1945年）3月4日の東京大空襲で死去した。